# Cibotiaceae
Cibotiaceae is een monotypische familie van boomvarens met slechts één geslacht Cibotium met ongeveer 4 soorten. Het zijn tropische en subtropische terrestrische varens.

## Naamgeving en etymologie
De botanische naam Culcitaceae is overgenomen van het geslacht Culcita en komt van het Latijnse 'culcita' (kussen).

Enkele soorten
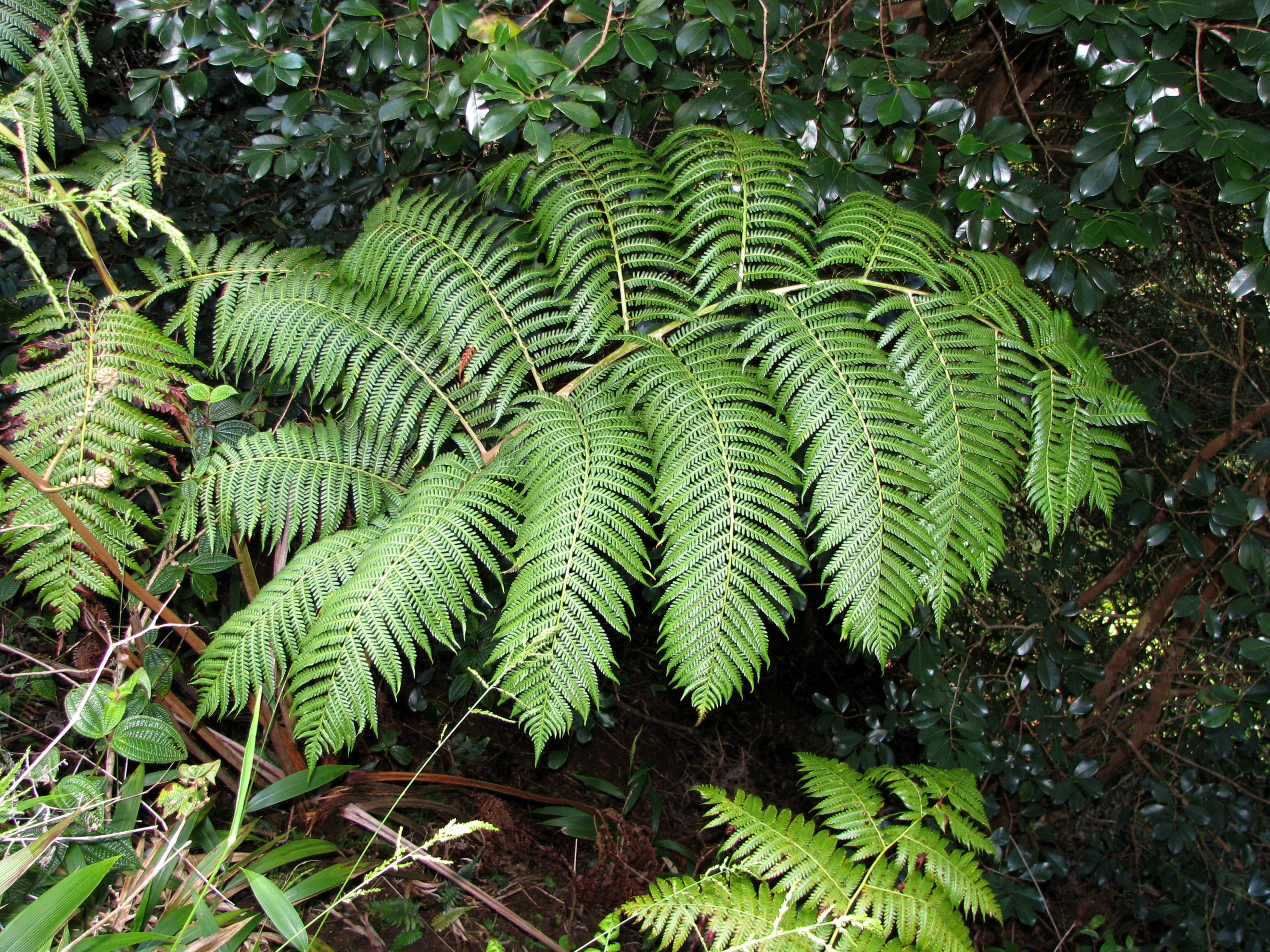
Cibotium chamissoi
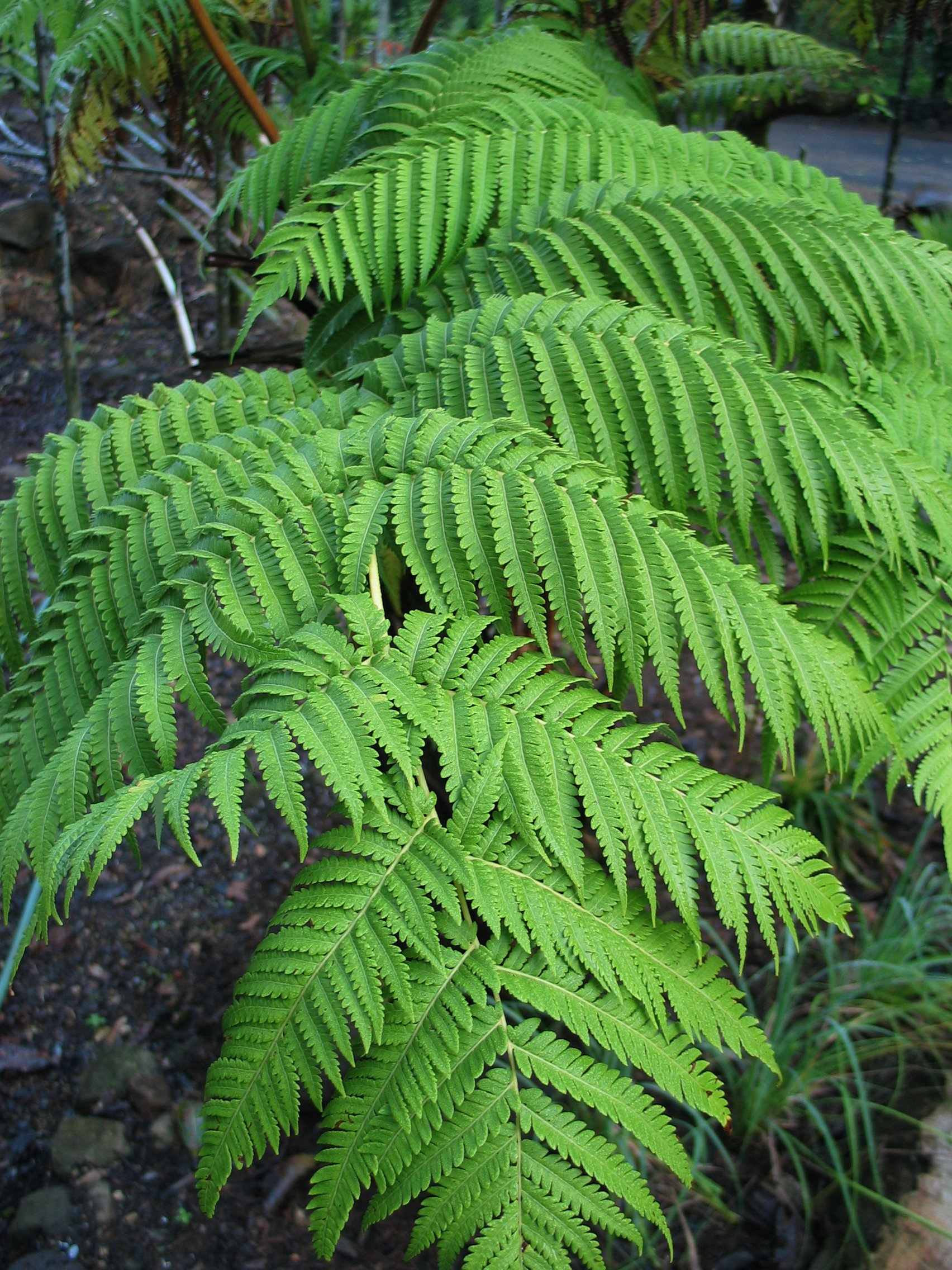
Cibotium glaucum